# Érika Wallner
Érika Wallner (Buenos Aires, 2 de septiembre de 1941-ibídem, 26 de agosto de 2016) cuyo nombre real es Érica Frauwallner, fue una actriz argentina de cine, televisión y teatro de extensa trayectoria.

## Biografía
Fue alumna de la gran maestra Hedy Crilla. En 1957 ―cuando apenas tenía 16 años― fue seleccionada Miss Televisión, en un concurso conducido por Mendy, pero ―por ser menor de edad― no pudo participar en la elección de Miss Argentina 1958. En su lugar fue la primera princesa Roxana Yani.

## Trayectoria

### Cine
Empezó en el cine en los años 1960 como una de las divas del movimiento del nouvelle vague. Obtuvo su primer protagónico en la película Héroes de hoy (1960). En el transcurso de los años sesenta y setenta fue una figura muy convocada debido a su belleza nórdica. Esto permitió que directores como Emilio Vieyra la tomaran en cuenta para protagonizar una serie de filmes tanto del género musical (donde tuvo la oportunidad de trabajar con los cantantes del momento como Antonio Prieto en La novia (1961), Leo Dan en La novela de un joven pobre, Jorge Sobral en Che, OVNI ambas de 1968 y Leonardo Favio en Simplemente una rosa (1971)) como del género picaresco (en las películas El gran crucero (1970), Hay que parar la delantera, Esposa y amante (de España) ambas de 1977, La isla, El Fausto criollo ambas de 1979), y en el policial (en Un guapo del 900 (1971)).
En los años ochenta se destacó en la obra Sin querer queriendo (1985) y Emilio Vieyra volvió a contratarla debido al suceso de la telenovela en la cual participaba, Libertad condicionada (1985) para que protagonizara el papel de jefa de narcóticos en la película Correccional de mujeres (1986) basada en un hecho real.

### Televisión
Su primer paso a la fama fue dentro del rubro de las telenovelas. Empezó en El amor tiene cara de mujer (1964) de Nené Cascallar, quien la volvió a contratar en sus diferentes versiones realizadas en Canal 9 que fueron Cuatro mujeres para Adán (1966) y Cuatro hombres para Eva (1984), lo mismo hizo en Telefe donde trabajó con Andrea del Boca en la telenovela Celeste (1991) y en su continuación Celeste siempre Celeste (1992).
Trabajó junto a Narciso Ibáñez Menta en Canal 9 en la obra de terror El hombre que volvió de la muerte (1969). También compartieron pantalla en El sátiro (1969) y El pulpo negro (1985).
Durante los años 1980 y 1990 debido al suceso nacional que logró con las telenovelas realizó cooproducciones con cadenas hispanoamericanas extranjeras. Entre ellas la empresa Interamericana (de Florida) con la que filmó la telenovela Amanda (1983) con Libertad Lamarque, quien retornó a la Argentina después de estar radicada en México. Luego, con Puerto Rico donde nació la estrella Amneris Morales protagonista de Claudia Morán (1986), ambas de Canal 11, fue actriz invitada en Canal 9 en la telenovela Libertad condicionada, y con Venezuela con Grecia Colmenares en la telenovela Grecia (1987) de Canal 13 y en el año 1996 realiza su última coproducción basada en la historia del jerarca nazi Adolf Eichmann El hombre que capturó a Eichmann (1996) protagonizada por los actores estadounidenses Candice Bergen y Robert Duvall.
Para la empresa Pol-ka grabó en el año 2004 la superproducción de época Padre Coraje, que narraba la historia de un bandido rural de los años 1950. 
En los últimos tiempos de su carrera artística fue representada por Christian Manzanelli.

## Muerte
La actriz Érika Wallner falleció el 26 de agosto de 2016, pocos días antes de cumplir 75 años de edad, luego de estar internada por varios días en un sanatorio de la ciudad de Buenos Aires a causa de una insuficiencia renal que padecía en los últimos meses. Por esa razón tuvo que abandonar el elenco de la obra teatral La Casa de Bernarda Alba, bajo la dirección de José María Muscari. La reemplazó la actriz Edda Díaz.
Si bien otras fuentes citan a Wallner con 70 años (nacida en el año 1945), la Asociación Argentina de Actores informó que tenía 74 años.

## Filmografía

### Cine
| Año  | Título                            | Personaje                | Notas                                   |
| ---- | --------------------------------- | ------------------------ | --------------------------------------- |
| 1960 | Héroes de hoy                     | Tina                     |                                         |
| 1961 | La novia                          | Susana                   |                                         |
| 1966 | Máscaras en otoño                 | Ana                      |                                         |
| 1967 | Amor a la española                | Ingrid                   | Película española                       |
| 1967 | 40 grados a la sombra             | Patricia                 | Película argentino-española             |
| 1968 | La novela de un joven pobre       | Margarita Quijano        |                                         |
| 1968 | Che, OVNI                         | Rubia                    |                                         |
| 1968 | Chao amor                         | Bambina Suag             |                                         |
| 1969 | Cantando a la vida                | Adela                    | Película española                       |
| 1969 | No importa morir                  | Erika                    | Película española-italiana              |
| 1970 | El gran crucero                   | Irene                    |                                         |
| 1971 | Simplemente una rosa              | Elena                    |                                         |
| 1971 | Un guapo del 900                  | Rita Bosco               |                                         |
| 1973 | Yo gané el prode... y Ud.?        | Mariana                  |                                         |
| 1975 | Vida íntima de un seductor cínico | Flora                    | Película española                       |
| 1975 | Tres suecas para tres rodríguez   | Helga                    |                                         |
| 1976 | Haz la loca... no la guerra       | Duquesa de Pinilla       |                                         |
| 1977 | Hay que parar la delantera        | Tali                     |                                         |
| 1977 | Esposa y amante                   | Carmen                   | Película española                       |
| 1977 | La raulito en libertad            | Erica                    |                                         |
| 1978 | Noche tormenta                    | Nora                     |                                         |
| 1979 | La isla                           | Julia                    |                                         |
| 1979 | El Fausto criollo                 | Rita                     |                                         |
| 1981 | El bromista                       | Celia                    |                                         |
| 1984 | Tierra de diamantes               | Azucena Löwing           |                                         |
| 1985 | Sin querer queriendo              | Hilda                    |                                         |
| 1986 | Correccional de mujeres           | Jefa de narcotraficantes |                                         |
| 1988 | El pozo de la casa                | Mónica                   |                                         |
| 1995 | Asesino por el poder              | Elida                    |                                         |
| 1996 | The man who captured Eichman      | Catalina Klement         | Película para televisión estadounidense |
| 2014 | Tenemos un problema, Ernesto      | Juana                    |                                         |

### Televisión argentina
| Año     | Título                            | Personaje                       |
| ------- | --------------------------------- | ------------------------------- |
| 1956    | Hay que matar a las gallinas      | Bárbara                         |
| 1957    | Huracan                           | Regina                          |
| 1958    | El decreto                        | Marina                          |
| 1960    | La noche de princesa              | Griselda Tremaine               |
| 1960    | Monte hermoso                     | Cinthia Luzarra                 |
| 1961    | Quinciañeras                      | Beatriz Contreras Rinaldi       |
| 1962    | La historia antigua               | Micaela                         |
| 1962    | Un galan para mi madre            | Lola                            |
| 1963    | El sátiro                         | Valeria                         |
| 1964    | El amor tiene cara de mujer       | Erica                           |
| 1966    | Cuatro mujeres para Adán          | Vera                            |
| 1966    | La carrascosa                     | Elsa Carrascosa                 |
| 1967    | Siempre tuya por siempre          | Victoria Miguénz / Amparo Rivas |
| 1968    | Difficult                         | Natalia                         |
| 1969    | El hombre que volvió de la muerte | Sonia                           |
| 1969    | Mini, el ángel del barrio         | Tessa                           |
| 1969    | Nuestra galleguita                | Ginger                          |
| 1970    | Los parientes de la Galleguita    | Nancy                           |
| 1971-73 | Alta comedia                      | Varios                          |
| 1972    | La hora del muerto                | Paula                           |
| 1972    | La fiera                          | Candela Ortíz                   |
| 1973    | Papá Corazón                      | Cristina                        |
| 1975    | La familia Super Star             | María                           |
| 1975    | Alma nocturna                     | Rosario Piquero                 |
| 1976    | Pasion y Poder                    | Carina Farías                   |
| 1977    | Restos de soledad                 | Dolores                         |
| 1977    | Blanca                            | Raquel Salvatorre               |
| 1978    | Cita con la muerte                | Sofía                           |
| 1979    | Sueño de vivir y crecer           | Elisa Moran vda de Armendares   |
| 1980    | El solitario                      | Nadia Díaz                      |
| 1981    | Las 24 horas                      | Paula                           |
| 1980-81 | Los especiales de ATC             | Varios                          |
| 1981    | Herencia de amor                  | Gertrudis Guevara               |
| 1982    | Rebelde y solitario               | Sandra Peña                     |
| 1982    | Teatro de humor                   | Juana                           |
| 1983    | Amada                             | Lucrecia                        |
| 1983    | Ha llegado una intrusa            | Daniela Estrada                 |
| 1984    | Cuatro hombres para Eva           | Gabriela                        |
| 1984    | Paloma hay una sola               | Verónica Pizzo                  |
| 1985    | El pulpo negro                    | Eva Rinaldi                     |
| 1985    | Libertad condicionada             | Pilar Ferrer                    |
| 1986    | Claudia Morán                     | Teresa Ríos                     |
| 1987    | Grecia                            | Agatha                          |
| 1988    | Como la vida misma                | Gladis Escobar                  |
| 1991    | Celeste                           | Silvana de Rosetti              |
| 1993    | Celeste siempre Celeste           | Silvana de Rosetti              |
| 1994    | Tres minas fieles                 | Irene                           |
| 1994    | Aprender a volar                  | Luisa                           |
| 1996    | Al final de la verdad             | Yolanda Avíla                   |
| 2000    | Primicias                         | Greta                           |
| 2004    | Padre Coraje                      | Marcia Kraus                    |
| 2006    | La ley del amor                   | Patricia Peña vda de Guerrico   |
| 2011    | Herederos de una venganza         | Angerda de Piave / Kampf        |

### Televisión española
| Año  | Título   | Personaje |
| ---- | -------- | --------- |
| 1967 | Flash 02 | Erica     |

### Televisión chilena
| Año  | Título        | Personaje        |
| ---- | ------------- | ---------------- |
| 1981 | La madrastra  | Eunice           |
| 1984 | Caleta al sol | Clara Montesinos |
| 1985 | Abigail       | Isabel Langarica |

### Televisión mexicana
| Año  | Título              | Personaje |
| ---- | ------------------- | --------- |
| 1979 | La llama de tu amor | Carolina  |

## Teatro
- Dame el sí, Mon Amour, con Humberto Serrano, Mimí Ardú y Pablo Patlis.
- La casa de Bernarda Alba (2016). Dirección de José María Muscari.
- Póstumos, bajo la dirección de José María Muscari. Protagonizada junto a Edda Díaz, Hilda Bernard, Gogó Rojo, entre otros.